# غسل (إسلام)
الغُسل في الإسلام يعني تعميم البدن بالماء الطاهر، وهو مشروع واجب أو مُستحب أو مباح. قال الله تعالى في القرآن في سورة المائدة: ﴿وَإِن كُنتُمْ جُنُبًا فَاطَّهَّرُواْ﴾ وسورة البقرة: ﴿وَيَسْأَلُونَكَ عَنِ الْمَحِيضِ قُلْ هُوَ أَذًى فَاعْتَزِلُوا النِّسَاءَ فِي الْمَحِيضِ وَلَا تَقْرَبُوهُنَّ حَتَّى يَطْهُرْنَ فَإِذَا تَطَهَّرْنَ فَأْتُوهُنَّ مِنْ حَيْثُ أَمَرَكُمُ اللَّهُ إِنَّ اللَّهَ يُحِبُّ التَّوَّابِينَ وَيُحِبُّ الْمُتَطَهِّرِينَ ۝٢٢٢﴾ [البقرة:222].

## الغسل في القرآن والسنة النبوية

### في القرآن الكريم
- ﴿وَإِنْ كُنْتُمْ جُنُبًا فَاطَّهَّرُوا﴾ [المائدة:6]
- ﴿يَا أَيُّهَا الَّذِينَ آمَنُوا لَا تَقْرَبُوا الصَّلَاةَ وَأَنْتُمْ سُكَارَى حَتَّى تَعْلَمُوا مَا تَقُولُونَ وَلَا جُنُبًا إِلَّا عَابِرِي سَبِيلٍ حَتَّى تَغْتَسِلُوا﴾ [النساء:43]

### في السنة
روي عن عائشة  في  الجامع الصحيح: 
| غسل (إسلام) | أن النبي: كان إذا اغتسل من الجنابة، بدأ فغسل يديه، ثم يتوضأ كما يتوضأ للصلاة، ثم يدخل أصابعه في الماء، فيخلل بها أصول شعره، ثم يصب على رأسه ثلاث غرف بيديه، ثم يفيض الماء على جلده كله. | غسل (إسلام) |

روي عن أبي هريرة  في  سنن أبي داود: 
| غسل (إسلام) | أقيمت الصلاة وصف الناس صفوفهم فخرج رسول الله صلى الله عليه وسلم حتى إذا قام في مقامه ذكر أنه لم يغتسل فقال للناس مكانكم ثم رجع إلى بيته فخرج علينا ينطف رأسه وقد اغتسل ونحن صفوف. | غسل (إسلام) |

## موجبات الغسل
يجب الاغتسال للأسباب التالية:
1. خروج المني في النوم أو اليقظة من ذكر أو أنثى.
2. التقاء الختانين، أي تغيب حشفة القضيب في الفرج وإن لم يحدث إنزال للمني.
3. انقطاع الحيض والنفاس لقول الله تعالى في القرآن: ﴿وَلاَ تَقْرَبُوهُنَّ حَتَّىَ يَطْهُرْنَ فَإِذَا تَطَهَّرْنَ فَأْتُوهُنَّ مِنْ حَيْثُ أَمَرَكُمُ اللّه﴾.
4. الموت وهو مفارقة الروح الجسد، أي غسل الميت.
5. الدخول في الإسلام.
6. غُسل من يغسل أو يمسّ الميت «عند الشيعة»[3]

## الأغسال المسنونة
الغُسل المُستحب لا يُغني عن الوضوء.
وهذه الأغسال المسنونة هي 17 غسلًا. أوردها أبو شجاع في متنه في الفقه الشافعي:
- الاغتسال يوم الجمعة وهو سنة مؤكدة لقول الرسول: «الغسل يوم الجمعة واجب على كل مُحتلم».[6]
- الاغتسال يوم العيد، ووقته من طلوع الفجر إلى غروب الشمس على الأظهر، والأفضل أن يؤتى به قبل صلاة العيد.

وقال ابن قدامة في «المغني»: «وَوَقْتُ الْغُسْلِ (يعني للعيد) بَعْدَ طُلُوعِ الْفَجْرِ فِي ظَاهِرِ كَلامِ الْخِرَقِيِّ، قَالَ الْقَاضِي، وَالآمِدِيُّ: إنْ اغْتَسَلَ قَبْلَ الْفَجْرِ لَمْ يُصِبْ سُنَّةَ الاغْتِسَالِ»
- غسل الاستسقاء: حيث يسن قبل صلاة الاستسقاء.
- غسل الخسوف، وكذلك غسل الكسوف. ويكون قبل صلاة الكسوف.
- الاغتسال عند الإحرام للحج أو العمرة. ذلك «أن النبي صلى الله عليه وسلم تَجَرَّدَ لإِهلالِهِ وَاغتَسَلَ».[8]
- الاغتسال بعد تغسيل الميت: فعن أبي هريرة رضي الله عنه أن رسول الله ﷺ قال: «من غسل ميتًا فليغتسل».[9]
- غسل الكافر إن أسلم: حيث يسن له ذلك بعد إسلامه. ومن أدلة ذلك حديث «عن قَيس بن عاصم رَضِيَ اللهُ عنه قال: أنَّه أَسلَمَ فأمَر النبيُّ صلَّى اللهُ عليه وسلَّم أن يَغتسلَ بماءٍ وسِدْرٍ».[10]
- غسل الإفاقة من الجنون، وكذلك المغمى عليه: فيكون عليهما الغسل سنة إن لم يحصل إنزال في تلك الفترة، فإن حصل فيكون حينها واجبًا.[11]
- غسل الوقوف في عرفة: حيث يغتسل الحاج في التاسع من ذي الحجة.
- غسل المبيت بمزدلفة: لمن أراد المبيت فيها.
- غسل رمي الجمرات: وذلك في أيام التشريق.
- غسل الطواف: وذلك قبل الطاف.
- غسل السعي: ويكون قبله.
- غسل دخول المدينة: وهو قبل دخولها.

وقد نظم العمريطي فيها قصيدة شملتها كلها فقال:

## الغسل المباح
من أمثلته: الاغتسال للنّظافة، الاغتسال للتبرّد، والاغتسال في برك السباحة لمجرد الأنس والمرح.

## كيفية الغسل

### شروط الماء المُستخدم[13]
يشترط في الماء الذي يُغتسل به :
- طهارة الماء؛ حيث لا يصح الاغتسال بالماء المتنجس بشيء من النجاسات.
- إطلاق الماء؛ أي كونه ماءً خالصاً، فلا يجوز الاغتسال بالماء الذي أُضيف اليه شيء آخر بحيث أخرجه من إطلاقه، كما لو أضيف اليه كمية من السكر أو الملح أو شيء آخر بحيث عُدَّ ماءً مضافاً.
- إباحة الماء؛ أي يجب أن يكون الماء الذي يغتسل به مباحاً غير مغصوب.

الغًسل له طريقتان صحيحتان هما:
| عند أهل السنة الغسل الكامل هو الغسل الموافق للسنة وهو أفضل الصفتين، وكيفيته على النحو التالي: ينوي في قلبه. يغسل كفيه ثلاث مرات. يغسل فرجه بيده اليسرى ثم ينظف يده. يتوضأ وضوء الصلاة ولا يغسل قدميه. يخلل أصول شعر رأسه بالماء ثم يغسله ثلاث مرات. يغسل جميع البدن مبتدئا بالجانب الأيمن ثم الأيسر مع ذلك ما استطاعه من بدنه ثم يغسل قدميه. الغسل المجزئ وكيفيته: بأن ينوي ويسمي ويغسل جميع بدنه بالماء مع المضمضة والاستنشاق . | في كلا الغُسلين يجب وصول الماء إلى سائر أجزاء الجسد. |

## مكروهات الغسل[14]
- الإسراف في الماء
- الغسل في مكان نجس خشية التلوث بالنجاسة
- الاغتسال في مكان مكشوف بلا ساتر
- الاغتسال في الماء الراكد الذي لا يجري

## الأشياء المحرمة على من عليه حدث أكبر
من وجب عليه الاغتسال لأحد الأسباب السابقة فإنه أحدث حدثا أكبر، يحرم عليه بسببه عدة أشياء هي:
1. الصلاة
2. الطواف بالبيت
3. حمل المصحف
4. دخول المسجد والبقاء فيه، لكن له أن يدخل المسجد ولا يبقى فيه كأن يمر من داخله، أو يأخذ شيئا، وإن توضأ الرجل الجنب جاز له أن يبقى في المسجد، أما المرأة الحائض والنفساء فلا يصح منهما ذلك.